# Concentrotheca
Concentrotheca är ett släkte av koralldjur. Concentrotheca ingår i familjen Caryophylliidae.
Kladogram enligt Catalogue of Life:
| Concentrotheca | \| \| Concentrotheca laevigata \| \| \| \| \| \| Concentrotheca vaughani \| \| \| \| |
|                | \| \| Concentrotheca laevigata \| \| \| \| \| \| Concentrotheca vaughani \| \| \| \| |
|                | Concentrotheca laevigata                                                             |
|                |                                                                                      |
|                | Concentrotheca vaughani                                                              |
|                |                                                                                      |